# Tüttleben
Tüttleben est une commune allemande de l'arrondissement de Gotha en Thuringe, faisant partie de la communauté d'administration Nesseaue.

## Géographie

Situation de la commune (en rouge) dans l'arrondissement de Gotha

Tüttleben est située dans l'est de l'arrondissement, à 8 km à l'est de Gotha, le chef-lieu de l'arrondissement et à 15 -km à l'ouest d'Erfurt, la capitale thuringeoise.
Tüttleben appartient à la communauté d'administration Nesseaue (Verwaltungsgemeinschaft Nesseaue).
Communes limitrophes (en commençant par le nord et dans le sens des aiguilles d'une montre) : Friemar, Pferdingsleben, Drei Gleichen et Gotha.

## Histoire
La première mention du village situé sur la Via Regia, artère est-ouest du Saint-Empire romain germanique, date de la période 822-842 sous le nom de Tuteleiba dans un document provenant de l'abbaye de Fulda.
Tüttleben a fait partie du duché de Saxe-Cobourg-Gotha (cercle de Gotha).
En 1922, après la création du land de Thuringe, Tüttleben est intégrée au nouvel arrondissement de Gotha avant de rejoindre le district d'Erfurt en 1949 pendant la période de la République démocratique allemande jusqu'en 1990.
En décembre 1945, 17 jeunes gens du village furent arrêtés par les autorités soviétiques, accusés d'appartenir aux Werwolf, ils furent emprisonnés dans le camp de Sachsenhausen, 5 y moururent.

## Démographie
| 1910 | 1933 | 1939 | 1995 | 2000 | 2005 | 2010 |
| ---- | ---- | ---- | ---- | ---- | ---- | ---- |
| 821  | 842  | 829  | 645  | 752  | 768  | 747  |

## Communications
Tüttleben est située sur la route nationale B7 Gotha-Erfurt.